# Sitno (województwo dolnośląskie)
Sitno (niem. Neudorf bei Steinau an der Oder) – wieś w Polsce położona w województwie dolnośląskim, w powiecie lubińskim, w gminie Ścinawa. W latach 1975–1998 miejscowość położona była w województwie legnickim. Według Narodowego Spisu Powszechnego (III 2011 r.) liczyło 83 mieszkańców. Jest najmniejszą miejscowością gminy Ścinawa.